# Combi Fahrzeugfabrik
Die Combi Fahrzeugfabrik AG, zuvor Combi Fahrzeugfabrik GmbH, war ein deutscher Hersteller von Automobilen.

## Unternehmensgeschichte
Das Unternehmen Combi Fahrzeugfabrik GmbH aus Berlin-Lichtenberg begann 1921 mit der Produktion von Automobilen. Der Markenname lautete Combi. Später erfolgte die Umwandlung in eine Aktiengesellschaft. 1925 endete die Produktion.

## Fahrzeuge
Das Unternehmen stellte Kleinwagen her.